# Nomada gransassoi
Nomada gransassoi är en biart som beskrevs av Schwarz 1986. Nomada gransassoi ingår i släktet gökbin, och familjen långtungebin. Inga underarter finns listade i Catalogue of Life.